# Les Aventuriers du grand large
Pour plus de détails, voir Fiche technique et Distribution.
Les Aventuriers du grand large (De scheepsjongens van Bontekoe) est un film néerlandais réalisé par Steven de Jong, sorti en 2007.

## Synopsis
L'histoire est tirée du livre pour enfants éponyme de Johan Francius publié en 1923 lui-même inspiré du naufrage de Willem IJsbrantsz. Bontekoe. Hajo, un garçon de 14 ans, rêve de parcourir les océans, tout comme son défunt père. Lorsque le capitaine Bontekoe recrute des marins pour sa prochaine expédition vers l'Inde, Hajo sait que c'est la chance de sa vie, mais il est loin d'imaginer les aventures trépidantes qu'il va vivre pendant cette expédition.

## Fiche technique
- Titre : Les Aventuriers du grand large
- Titre original : De scheepsjongens van Bontekoe
- Réalisation : Steven de Jong
- Scénario : Mischa Alexander et Steven de Jong d'après le roman de Johan Fabricius
- Musique : Ronald Schilperoort
- Photographie : Maarten van Keller
- Montage : Sandor Soeteman
- Production : Steven de Jong et Klaas de Jong
- Société de production : New Holland Pictures et Two Young Rights
- Pays :  Pays-Bas
- Genre : Aventure et historique
- Durée : 135 minutes
- Dates de sortie : 
  -  Pays-Bas : 22 novembre 2007

## Distribution
- Pim Wessels : Hajo
- Martijn Hendrickx : Rolf
- Billy Zomerdijk : Padde
- Reena Giasi : Dolimah
- Peter Tuinman : Willem Ysbrantsz Bontekoe
- Thomas Acda : Koksmaat Harmen
- Bart Slegers : Schele
- Cees Geel : Koopman
- Mads Wittermans : Pieterszoon
- Bas Keijzer : Jopkins
- Chris Zegers :  Langjas, le chirurgien
- Jack Wouterse : le capitaine Bruinvis
- Rense Westra : Dove Nelis

## Source de la traduction
- (nl) Cet article est partiellement ou en totalité issu de l’article de Wikipédia en néerlandais intitulé « De scheepsjongens van Bontekoe (film) » (voir la liste des auteurs).